# Stadio Bruno Benelli
Lo stadio comunale Bruno Benelli è un impianto sportivo multifunzione di Ravenna che ospita le gare interne del Ravenna.

## Storia dell'impianto
La realizzazione dello stadio comunale della città di Ravenna si protrasse per un tempo abbastanza lungo. Il Comune deliberò la costruzione nel 1955; il terreno dove nacque lo stadio si trovava nella zona che allora si chiamava Borgo San Mama.
Il primo progetto, firmato dagli architetti Cerri e Giorgetti dello studio di progettazione CGS di Roma, iniziò nell’agosto del 1958, quando venne finanziata l'edificazione con un importo 133 milioni di lire erogato dall’Istituto per il Credito Sportivo. La costruzione venne ultimata solamente nel 1966.
La struttura iniziale conteneva all'incirca 6 000 spettatori e venne ufficialmente inaugurata il 29 settembre 1966 con una partita amichevole tra il Ravenna e la Juventus, vinta per 3 a 0 dalla compagine torinese.
Lo stadio, inizialmente denominato "Comunale", nel 1970 fu intitolato alla memoria di Bruno Benelli, sindaco di Ravenna dal 1963 al 1967, durante il cui mandato l'impianto fu costruito.
Con la promozione in Serie B del  Ravenna , nel 1993, vennero fatti dei lavori di ampliamento, eliminando il fossato, innalzando le recinzioni ed aggiungendo alle due curve e alla Tribuna Distinti un ulteriore livello provvisorio. La capienza massima fu raddoppiata: fu registrato il record di presenze con 11.518 spettatori nel match di Coppa Italia contro la Juventus del 10 settembre 1998, cui seguì un incasso di circa 500 milioni di lire.